# گوریه
گوریه، شهری از توابع بخش شعیبیه شهرستان شوشتر در استان خوزستان ایران است. اغلب مردم این منطقه عرب و بختیاری هستند و به زبان عربی و بختیاری صحبت می کنند.

## جمعیت
این شهر در بخش شعیبیه قرار دارد و براساس سرشماری مرکز آمار ایران در سال ۱۳۹۵، جمعیت آن سه هزار نفر (۷۱۵خانوار) بوده‌است.